# Sarıyahşi
Sarıyahşi ist eine Stadt und ein kleiner Landkreis im Norden der türkischen Provinz Aksaray. Über 68 Prozent der Landkreisbevölkerung entfallen auf die Kreisstadt. Die Zahl 1957 im Stadtsiegel deutet auf das Jahr hin, in dem Sarıyahşi zur Belediye erklärt wurde.

## Geografie
Die Stadt Sarıyahşi liegt in Mittelanatolien zwischen der Hauptstadt Ankara und Aksaray in der Nähe des Salzsees Tuz Gölü bei Şereflikoçhisar. Bis zur Bildung der Provinz Aksaray am 15. Juni 1989 gehörte Sarıyahşi zur Provinz Ankara. Die Entfernung von Sarıyahşi nach Aksaray beträgt ca. 100 km, nach Şereflikoçhisar ca. 30 km und nach Kırşehir ca. 35 Kilometer.

Neben der Kreisstadt (Merkez) gehören noch sechs Dörfer (mit durchschnittlich 273 Einwohnern) zum Landkreis, von denen Boğazköy mit 681 Einwohnern (Ende 2020) das größte ist. Die Bevölkerung aller Dörfer beträgt insgesamt 1640 Einwohner (knapp 32 % der Kreisbevölkerung). Die Bevölkerungsdichte (knapp 25 Einw. je km²) liegt knapp unterhalb der Hälfte des Provinzwertes (von 56).

## Geschichte

### Gründung der Stadt Sarıyahşi
Nach örtlicher Überlieferung wurde die Stadt vor ca. 22 bis 24 Generationen von Angehörigen des Stammes Halaçlılar gegründet, der ein im 13. Jahrhundert im jetzigen Iran lebender türkischer Stamm war. Da die Halaçlılar Nomaden waren, wanderten sie ca. im Jahre 1330 über Kırşehir nach Sarıyahşi und siedelten sich dort an.

### Name
Nach dem Buch Şerefli Koçhisar Tarihi (übersetzt: Die Geschichte von Şereflikoçhisar) hat die Stadt Sarıyahşi ihren Namen von einem türkischen Soldaten namens Yahşi Han, der starb, als er verwundet mit einem Soldaten durch Sarıyahşi ging. Bis zu diesem Zeitpunkt war der Name von Sarıyahşi nur Sarı. In dem Buch gibt es ein Bild von Yahşi Han und seiner Türbe (Grab). Übersetzt ist Sarı = gelb.

## Sehenswürdigkeiten
In Sarıyahşi gibt es eine Wasserquelle mit warm fließendem Wasser. Diese Wasserquelle wird İçmece genannt und liegt zwischen Sarıyahşi und Bekdik.
In Sarıyahşi gibt es auch zahlreiche Höhlen und Wanderwege.

## Wirtschaft
Der größte Teil der Bewohner von Sarıyahşi ist in der Landwirtschaft beschäftigt.

### Schulen und Bildung
Die erste Schule mit dem Namen Alphabet gab es im Jahre 1929. Das Schild der Schule wurde mit dem alten und neuen Alphabet geschrieben. Das Schulgebäude wurde aus Luftziegeln gebaut. Zurzeit gibt es in Sarıyahşi zwei Grundschulen, eine Realschule, ein Gymnasium, eine Berufsschule und einen Kindergarten.